# Sănătăuca, Florești
Sănătăuca este un sat din raionul Florești, Republica Moldova.

## Istorie
Conform diferitor surse, satul a avut în trecut denumirile Nosca, Noscova, Voșca, Hoșca, Suflinți, Sănătoasa și Senatovca. 
Prima atestare datează din 1491:
„Din mila lui Dumnezeu, noi, Ștefan voievod, domn al Țării Moldovei. Facem cunoscut, cu aceasta carte a noastră, tuturor celor care o vor vedea sau o vor auzi citindu-se, ca au venit, înaintea noastră și înaintea tuturor boierilor noștri moldoveni, slugile noastre, Stanciul Stărorestescul și frații lui, Ivanco și Isaico, fiii lui Fedca Stărostescul, nepoții lui Mihul Starostici și ai lui Giurgiu de la Fratăuți, de bunăvoia lor, nesiliți de nimeni, nici asupriți, și au vândut ocina lor dreaptă, din uricul lor drept, din uricul bunicului lor Giurgiu de la Fratăuți, două sate pe Nistru, unul anume Drislivoe, iar celălalt unde a fost Nosco. Și au vândut slugilor noastre, pan Purece spătar și fratelui său, Ivanco Tolocico, și surorii lor, Oliușca, și nepoților lor de frate, Danciul și Petriman, fiii lui Ivanco gumelnic, și nepoților lor de soră, Mihăila și Copaci, fiii Vasilisei, pentru 150 de zloți tătărești.

...

A scris Toader diac, la Suceava, în anul 6999 <1491>, luna februariei 26 zile.”
Satul ar fi apărut în urma strămutării aici a unor oameni din Hașca, unde bântuia ciuma. După ce și-au recuperat sănătatea, ei ar fi numit această seliște „Sănăteni”.
În 1772-1774 în sat locuiau 62 de țărani. Așezarea aparținea Mănăstirii Golia din Iași. Un document de la 1 aprilie 1777 atestă că în slujba de hătmănie „căpitanul de Sănătăuca” avea 20 de călărași în subordine, aceștia supraveghind drumurile majore și hotarul de pe Nistru.
În catagrafia „Cronica Liuzilor” din 1803, Sănătăuca este înregistrată ca având 96 de țărani plătitori de bir. La recensământul din 1817 erau 111 gospodării, iar moșia mănăstirii administra 400 fălci (aprox. 572 ha) de pământ arabil, 250 fălci (aprox. 358 ha) de pășune și 200 fălci (aprox. 286 ha) de fânețe.
La mijlocul secolului al XIX-lea la malul Sănătăucii funcționa un pod plutitor. Tot atunci a fost inaugurată, pe lângă biserică, o școală primară, una din primele școli din regiune. Durata studiilor era de 3 ani, iar disciplinele erau religia și matematica. În 1940 a fost dată în folosință o nouă clădire pentru școala de 7 ani, iar în 1947 s-a deschis școala medie, cu elevi din Sănătăuca, Japca, Năpadova, Cușmirca și Cerlina. În 1992, școala a fost numită în memoria scriitorului Alexei Mateevici, cu ocazia împlinirii a 85 de ani de la moartea sa. Este transformată în liceu teoretic în 1998.
Tot în 1947, în decembrie, a fost fondat colhozul „I. V. Stalin”, cuprinzând 250 de săteni. Primele trei ferme ale colhozului erau cea de vite (15 capete), cea de porci (40 de capete) și cea de găini (150 de capete). În 1949, colhozul dispunea de 30 de perechi de cai, 20 de pluguri, 3 semănători, 10 boroane și 800 ha de teren. Era dezvoltată industria tutunului. În 1976, în gospodăria colhozului erau 52 de tractoare, 21 de autocamioane și 20 de combine. Activau un punct de vinificație primară, o secție de prelucrare a roșiilor, o brutărie și un atelier de deservire socială.

## Geografie

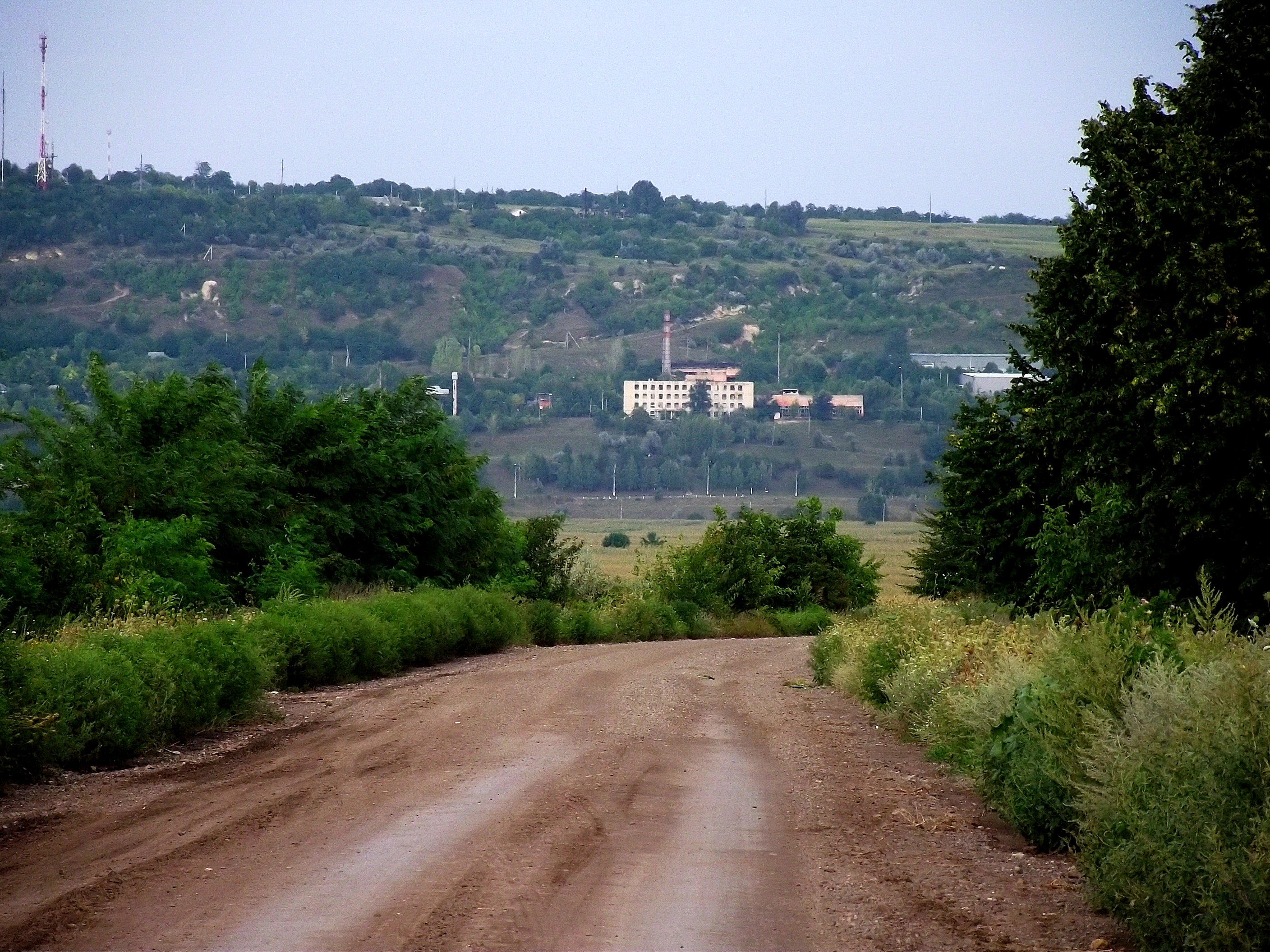
Drum de acces dinspre Năpadova

Satul este situat în partea de est a raionului Florești, pe malul Nistrului, vizavi de orașul Camenca. Se învecinează cu Năpadova, Japca și Podoimița. Distanța până la Florești constituie 32 km, iar până la Chișinău 145 km. Suprafața totală constituie 33,02 km2, dintre care vatra satului ocupă 2,87 km2.
Satul este împărțit în patru sectoare, așa-zise mahalale: Mahalaua de Jos (pe malul râului), Mahalaua de Mijloc, Mahalaua Verde (la poalele dealului) și Mahalaua tânără.

## Demografie
În anul 1997, populația satului a fost estimată la 3.140 de cetățeni.
Conform recensământului populației din 2004, satul Sănătăuca avea 2.989 locuitori: 2.922 
(97.76%) declarați moldoveni, 28 (0,94%) declarați români, 23 (0,77%) ucraineni, 12 (0,4%) ruși și 4 (0,13%) persoane cu etnie nedeclarată.
Conform recensământului din 2014, în sat locuiau 2.293 de oameni (1.108 bărbați și 1.185 femei), în 902 gospodării. 2.097 de săteni (92,6%) s-au declarat moldoveni, 127 (5,6%) români, 19 (0,8%) ucraineni și 14 (0,61%) ruși.

## Administrație și politică
Componența Consiliului local Sănătăuca (13 consilieri), ales la 5 noiembrie 2023, este următoarea:
|  | Partid                                        | Consilieri | Componență | Componență | Componență | Componență | Componență |
|  | --------------------------------------------- | ---------- | ---------- | ---------- | ---------- | ---------- | ---------- |
|  | Partidul Acțiune și Solidaritate              | 5          |            |            |            |            |            |
|  | Candidat independent SERGIU ROBU              | 1          |            |            |            |            |            |
|  | Partidul Dezvoltării și Consolidării Moldovei | 4          |            |            |            |            |            |
|  | Platforma Demnitate și Adevăr                 | 1          |            |            |            |            |            |
|  | Partidul Comuniștilor din Republica Moldova   | 1          |            |            |            |            |            |
|  | Partidul Socialiștilor din Republica Moldova  | 1          |            |            |            |            |            |

## Economie
Principalul domeniu de activitate este agricultura.
Conform statisticii din anul 2014, în sat activează 30 de întreprinderi cu profil industrial, 12 ONG-uri, 3 asociații, 23 de întreprinderi comerciale, 2 mori, 2 oloinițe, o întreprindere de prestare a serviciilor, o asociație de economii și împrumut, un hotel etc. În total în acel an erau înregistrați 286 de agenți economici, dintre care 86 (30%) femei.

## Societate

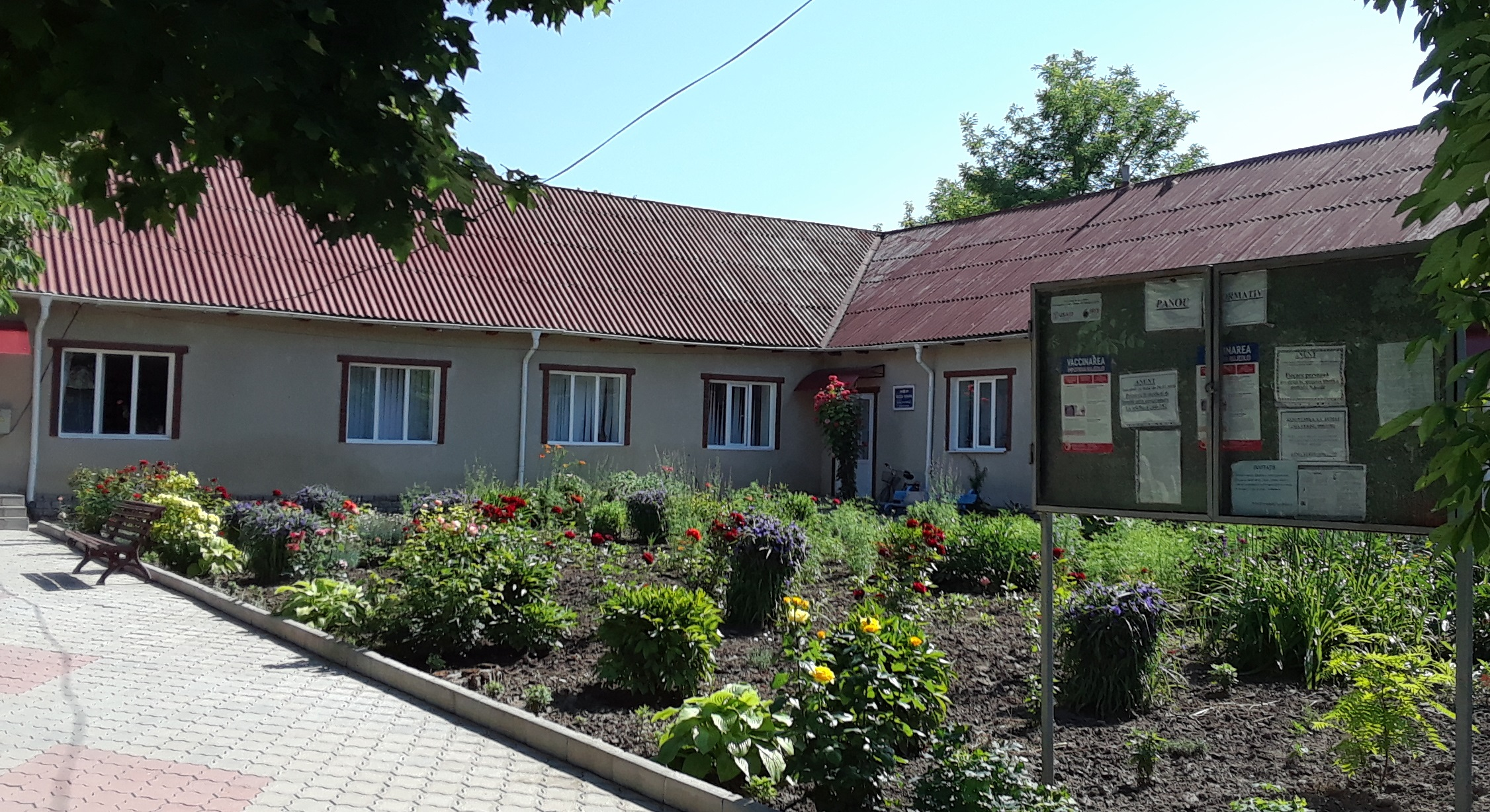
Centrul medical din Sănătăuca

Liceul teoretic „Alexei Mateevici” din sat este aprovizionat cu gaz natural și apă potabilă. În sat există o cantină, un centru de plasament, un centru pentru tineret, centrul „Contact”, un spital de circumscripție, o grădiniță de copii – ultimele două renovate recent. Centrul medicilor de familie are 18 angajați (2014) și deservește localitățile Sănătauca, Bursuc, Japca și Năpadova.
Biserica „Sfânta Maria” a fost construită în 1848.
Printre personalitățile născute la Sănătăuca se numără pictorul Sergiu Galben (n. 1 mai 1942) și militarul Ion Lisnic (colonel; n. 1951).